# خف
الخُف هو نوع من لباس القدم يطلق عليه في بعض المناطق تسمية الشِبْشِب يتميز بخفة الوزن ونعومة الملمس، ويستخدم عادة في داخل المنزل، ويصنع من من اللباد أو الجلد الخفيف أو المطاط واللدائن، وهو في العادة بشكل مبسط أي مفتوح من الخلف بحيث يعطي حرية في الحركة وأخمص الحذاء ليس عريضاً.
في الوقت الحاضر أصبح هناك أشكال مطورة منها بألوان ورسوم وشعارات مختلفة، وبدأ انتشار استخدام أشكال الحيوانات في تجميل الخف.